# Miss Europe 2003

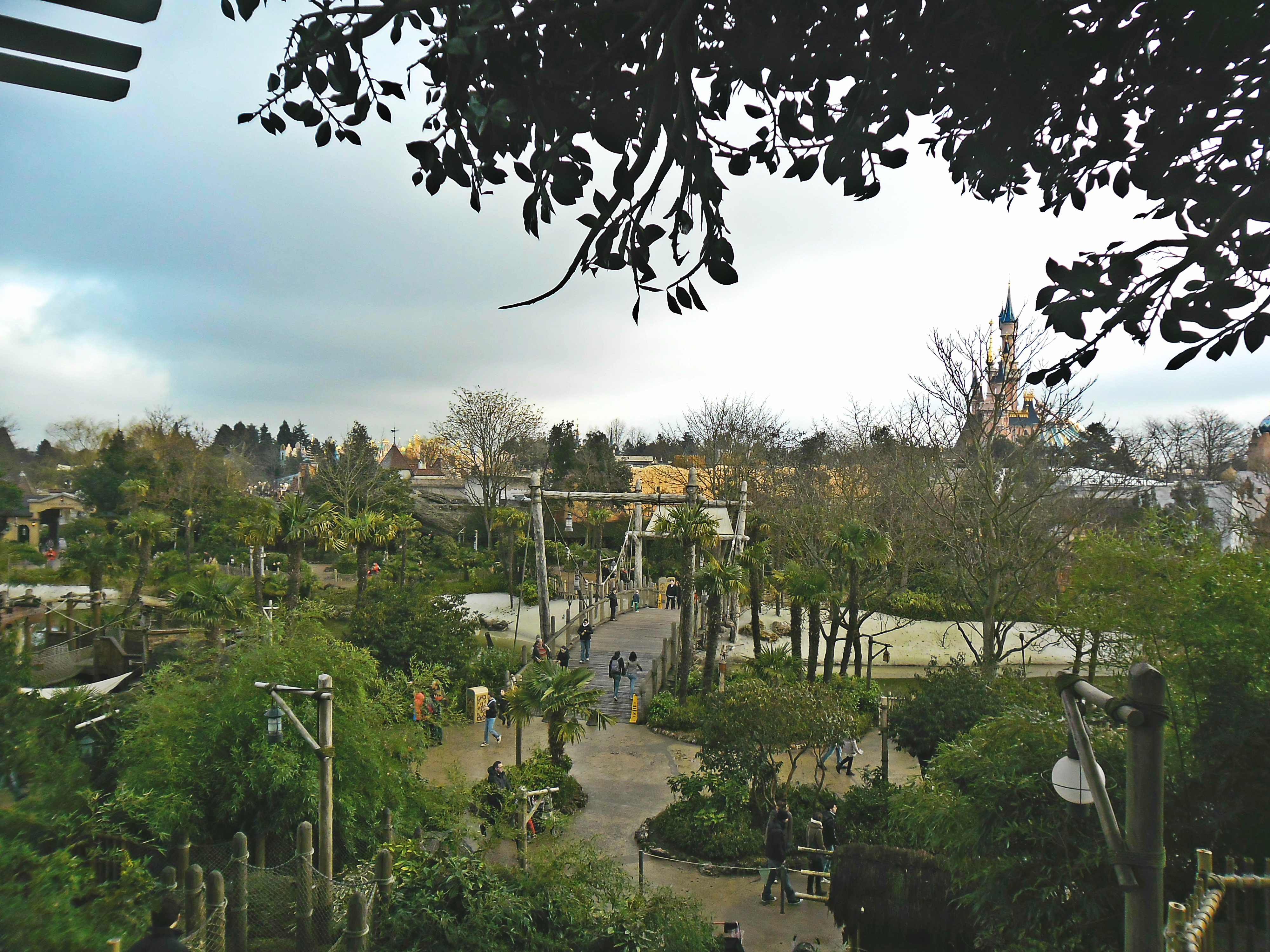
Disneyland Paris, Ort der Veranstaltung

Der Wettbewerb um die Miss Europe 2003 war der erste, den Endemol durchführte, ein international operierendes Fernsehproduktions- und Entwicklungsunternehmen mit Sitz in den Niederlanden. Endemol erwarb 2002 die Lizenz von der Mondial Events Organisation (MEO), die den Wettbewerb von 1948 bis 2002 arrangiert hatte. Endemol France produzierte auch die Fernseh-Übertragung.
Die Kandidatinnen waren in ihren Herkunftsländern von nationalen Organisationskomitees ausgewählt worden, die mit Endemol Lizenzverträge abgeschlossen hatten. Dabei muss es sich nicht in jedem Fall um die Erstplatzierte in ihrem nationalen Wettbewerb gehandelt haben.
Die Veranstaltung fand am 12. September 2003 im Disneyland Paris in der Gemeinde Chessy statt, 32 km östlich der französischen Hauptstadt Paris. Es gab 35 Bewerberinnen.
Im Folgejahr fiel die Wahl der Miss Europe aus.
| Land                      | Schreibweise bei Pageantopolis | Schreibweise in der Heimatsprache      | Teilnahme an weiteren Wettbewerben                               |
| ------------------------- | ------------------------------ | -------------------------------------- | ---------------------------------------------------------------- |
| Platzierungen             |                                |                                        |                                                                  |
| 1. Ungarn                 | Zsuzsanna Laky                 | Zsuzsanna Laky                         |                                                                  |
| 2. Slowakei               | Miroslava Luberdova            | Miroslava Luberdová                    |                                                                  |
| 3. Serbien und Montenegro | Sanja Papic                    | Sanja Papić                            | Miss Universe 2003: Platz 4                                      |
| 4. Spanien                | Patricia Ledesma Nieto         | Patricia Ledesma Nieto                 |                                                                  |
| 5. Polen                  | Marta Matyjasik                |                                        | Miss World 2002, Miss Earth 2003: Platz 4                        |
| Top 12                    |                                |                                        |                                                                  |
| Deutschland               | Alexandra Vodjanikova          | Alexandra Vodjanikova                  | Miss Universe 2003, Miss International 2003                      |
| Frankreich                | Corinne Coman                  | Corinne Coman                          |                                                                  |
| Griechenland              | Marieta Chrousala              | Μαριέττα Χρουσαλά (Marietta Chrousala) | Miss Universe 2003                                               |
| Israel                    | Shahar Nehorai                 | שחר נהוראי                             |                                                                  |
| Portugal                  | Iva Catarina da Silva Lamarao  | Iva Lamarão                            |                                                                  |
| Russland                  | Yuliya Akhonkova               | Юля Ахонькова                          |                                                                  |
| Vereinigtes Königreich    | Samantha Vaughan               |                                        |                                                                  |
| Weitere Teilnehmerinnen   |                                |                                        |                                                                  |
| Albanien                  | Edona Sllanmiku                | Edona Sllamniku                        |                                                                  |
| Armenien                  | Anusch Grigorjan               | Անուշ Գրիգորյան                        | Miss Intercontinental 2005: Platz 4                              |
| Belarus                   | Olga Serezhnikova              | Вольга Сярожнікава                     |                                                                  |
| Belgien                   | Julie Taton                    | Julie Taton                            | Miss Universe 2003, Miss World 2003                              |
| Bosnien und Herzegowina   | Dragana Sojic                  | Dragana Šojić                          |                                                                  |
| Bulgarien                 | Iva Titova                     | Ива Титова                             |                                                                  |
| Dänemark                  | Stine Mose                     |                                        |                                                                  |
| Estland                   | Maili Nomm                     | Maili Nõmm                             |                                                                  |
| Finnland                  | Piritta Hannula                | Piritta Hannula                        | Miss Scandinavia 2004: Siegerin                                  |
| Gibraltar                 | Natalie Monteverde             | Natalie Monteverde                     |                                                                  |
| Irland                    | Catrina Supple                 |                                        | Miss World 2001                                                  |
| Island                    | Ragnhildur Steinunn Jonsdottir | Ragnhildur Steinunn Jónsdóttir         |                                                                  |
| Kroatien                  | Nina Slamic                    | Nina Slamić                            | Miss World 2002                                                  |
| Lettland                  | Jelena Keirane                 |                                        | Miss Earth 2001: Semifinale, Miss International 2004: Semifinale |
| Malta                     | Odette Cauchi                  |                                        |                                                                  |
| Niederlande               | Elise Boulogne                 | Elise Boulogne                         | Miss World 2002: Semifinale                                      |
| Norwegen                  | Marna Haugen                   |                                        | Miss International 2003                                          |
| Österreich                | Bianca Zudrell                 | Bianca Zudrell                         |                                                                  |
| Schweden                  | Caroline Österberg             |                                        | Miss Baltic Sea 2000                                             |
| Schweiz                   | Claudia Oehler                 |                                        |                                                                  |
| Tschechien                | Marketa Divisova               | Markéta Divišová                       |                                                                  |
| Ukraine                   | Nataliya Chernyak              | Наталія Черняк                         |                                                                  |
| Zypern                    | Elena Andreou                  | Έλενα Ανδρέου                          |                                                                  |
| Kandidatur zurückgezogen  |                                |                                        |                                                                  |
| Litauen                   | Oksana Semenishina             | Oksana Semenišina                      | Miss World 2002                                                  |
| Türkei                    | Yelda Kaya                     | Yelda Kaya                             |                                                                  |